# Androctonus amoreuxi
Androctonus amoreuxi  (лат.) — вид скорпионов из семейства Buthidae. 

## Этимология
Вид назван в честь французского врача и естествоиспытателя, Пьера-Жозефа Аморё (фр. Pierre-Joseph Amoreux, 1741—1824).

## Описание
Длина тела взрослых скорпионов 80—110 мм. Тело и конечности светло-жёлтые или тёмно-коричневые.

## Распространение и среда обитания
Распространён в Африке (Алжир, Буркина-Фасо, Чад, Египет, Эфиопия, Ливия, Мавритания, Марокко, Сенегал и Судан) и Азии (Афганистан, Иран, Израиль, Иордания, Пакистан, Саудовская Аравия и, вероятно, Узбекистан). Обитают в песчаных местностях и дюнах. 

## Опасность для человека
Данные скорпионы обладают очень токсичным ядом, способным вызвать смерть ужаленного человека, особо опасен по отношению к детям, старикам, больным.